# Mount Zion (Georgia)
Mount Zion es una ciudad ubicada en el condado de Carroll en el estado estadounidense de Georgia. En el año 2000 tenía una población de 1.275 habitantes.

## Geografía
Mount Zion se encuentra ubicada en las coordenadas 33°37′52″N 85°10′48″O / 33.63111, -85.18000 (33.631113, -85.179868).
Según la Oficina del Censo, la localidad tiene un área total de 25,7 km² (9,9 mi²), de la cual 25,3 km² (9,8 mi²) es tierra y 0,4 km² (0 mi²) (1.50%) es agua.

## Demografía
Según la Oficina del Censo en 2000 los ingresos medios por hogar en la localidad eran de $41,912, y los ingresos medios por familia eran $43,438. Los hombres tenían unos ingresos medios de $31,959 frente a los $20,662 para las mujeres. La renta per cápita para la localidad era de $16,080. 